# Katholieke Kerk in Koeweit

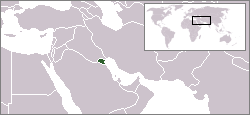
Koeweit

De Katholieke Kerk in Koeweit maakt deel uit van de wereldwijde Katholieke Kerk, onder het leiderschap van de paus en de Curie. 
Het Apostolisch Vicariaat Noord-Arabië met zetel in Bahrein omvat het grondgebied van Bahrein, Qatar, Koeweit en Saoedi-Arabië.  Het vicariaat is sinds 12 april 2020 vacant.
Apostolisch nuntius voor Koeweit is sinds 7 januari 2021 aartsbisschop Eugene Nugent, die tevens nuntius is voor Bahrein en Qatar.